# Stadtbefestigung Itchan-Kalas

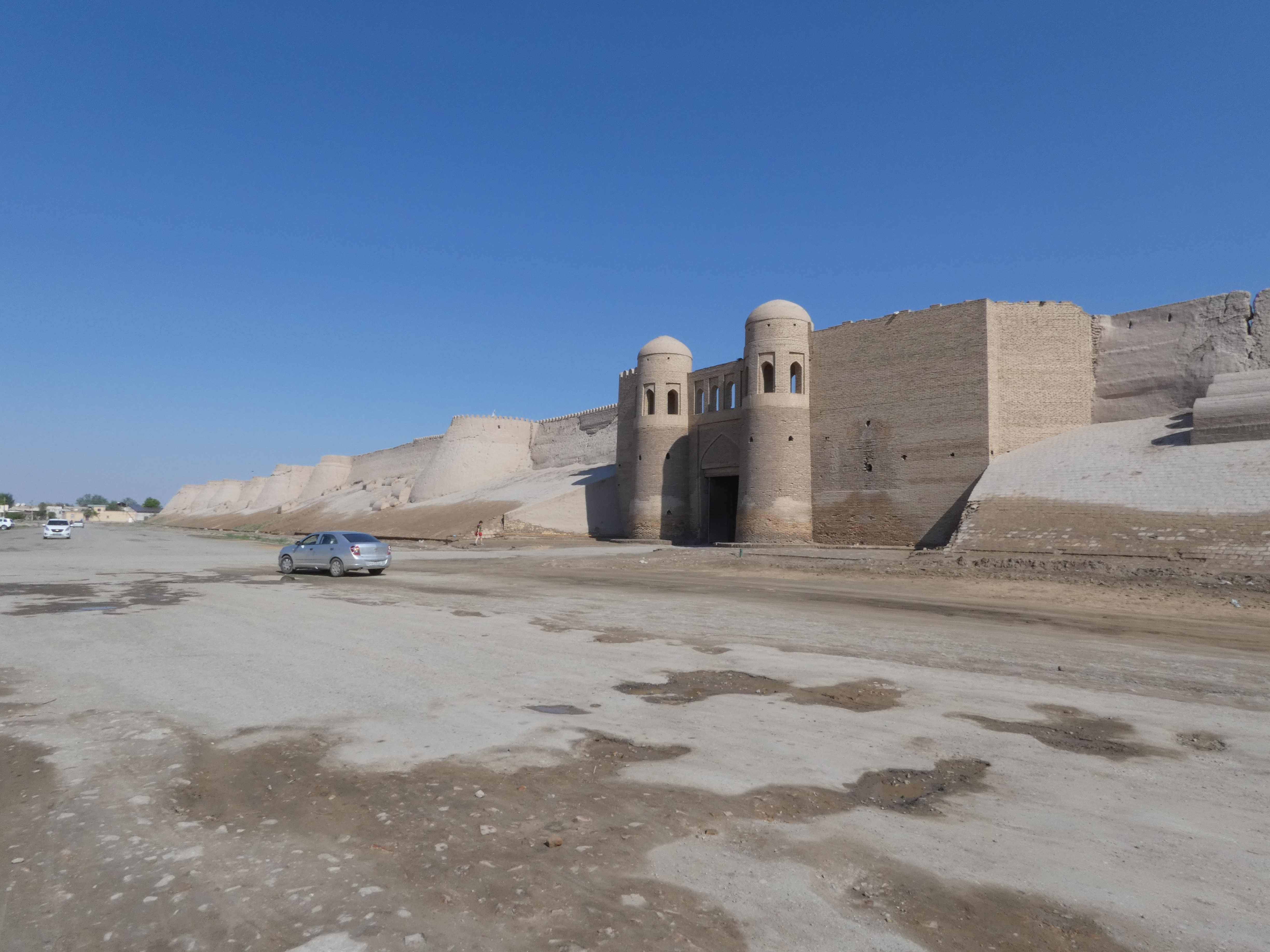
Die südliche Stadtmauer und das Südtor Tash-Darwaza

Die Stadtbefestigung Itchan-Kalas beinhaltet die gut erhaltene Stadtmauer und die vier Stadttore der historischen Altstadt Chiwas Itchan-Kala Ata-Darwaza, Bakhtscha-Darwaza, Palwan-Darwaza und Tash-Darwaza. Sie ist wie die gesamte Altstadt Teil des UNESCO-Welterbes.

## Bauwerke
Die Altstadt Itchan-Kala (zu deutsch Innere Festung) hat eine etwa rechteckige Fläche von etwa 650 Meter in Nord-Süd-Ausdehnung mal 400 Meter in Ost-West-Ausdehnung. Diese ist nahezu vollständig von einer Stadtmauer aus Lehm von einer Gesamtlänge von etwa 2200 Metern umschlossen. Die Lehmmauer hat eine Höhe von 7 bis 8 Meter. Auf der Innenseite verläuft ein Wehrgang. Ein Zinnenkranz und Schießscharten ermöglichten Verteidigern die Abwehr von Gegnern.
In die Stadtmauer sind vier Stadttore (Darwaza) in die vier Himmelsrichtungen eingearbeitet. Nach Westen unmittelbar neben der in die Stadtbefestigung ebenfalls eingearbeitete Zitadelle Konya Ark öffnet sich das Tor Ata-Darwaza. Nach Norden in Richtung der Stadt Urganch befindet sich das Tor Bakhtscha-Darwaza. Palwan-Darwaza ist das östliche Tor und sicherte die Straße nach Xazorasp und zum Amudarja. Durch das südliche Tor Tash-Darwaza gelangt man in die Wüste Karakum.
Die Stadtmauern Chiwas wurde mehrfach durch Eroberer überwunden. Erstes dokumentiertes Ereignis war die Eroberung der Stadt durch Nadir Shah in der Mitte des 13. Jahrhunderts. In der ersten Hälfte des 19. Jahrhunderts ließ Khans Alla Kuli (Regierungszeit 1825 bis 1842) das städtische Zentrum in den Osten der Altstadt nahe Palwan-Darwaza verlegen. Dort ließ er unter anderem die Medrese Alla Kuli Khan errichten. Für diesen Bau wurde die Zerstörung eines Teils der Stadtmauer notwendig. Weiterhin wurde eine Karawanserei und die Händlerpassage Tim, beide Waqf der Medrese, in den Durchbruch gebaut. Die Händlerpassage Tim hat ein eigenes Tor nach Osten.
Ein zweiter Mauerdurchbruch befindet sich im Westen südlich des Tores Ata-Darwaza, sodass die Stadtbefestigung in eine nördliche und eine südliche Hälfte zweigeteilt ist. Der Wehrgang ist in der nördlichen Hälfte vom Konya Ark bis an den Durchbruch nördlich der Karawanserei Alla Kulis durch Besucher frei begehbar. Der Aufgang befindet sich westlich des Nordtores Bakhtscha-Darwaza. An mehreren Stellen sind innen Friedhöfe an die Stadtmauer herangebaut worden.

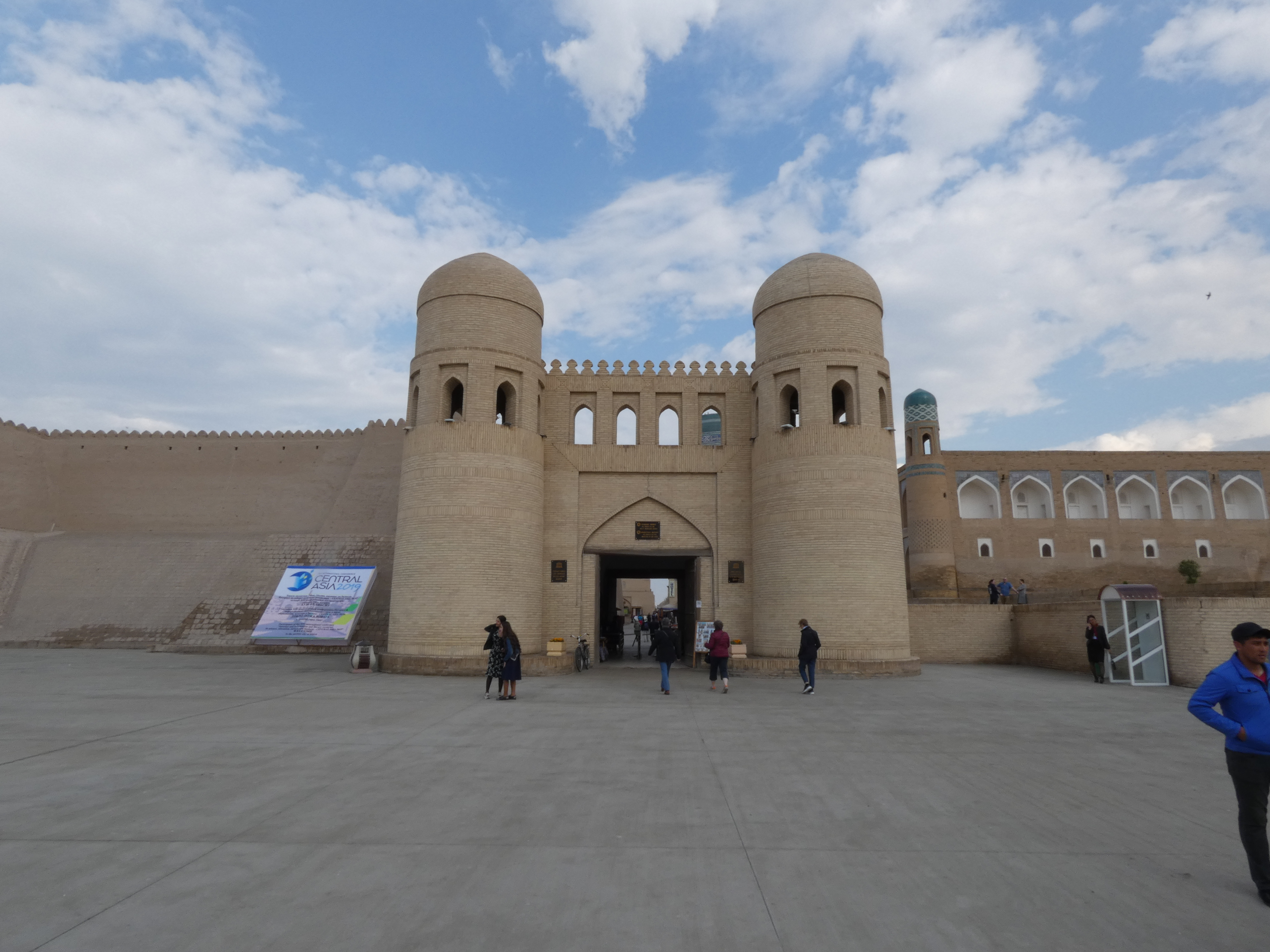
Das Westtor Ata-Darwaza
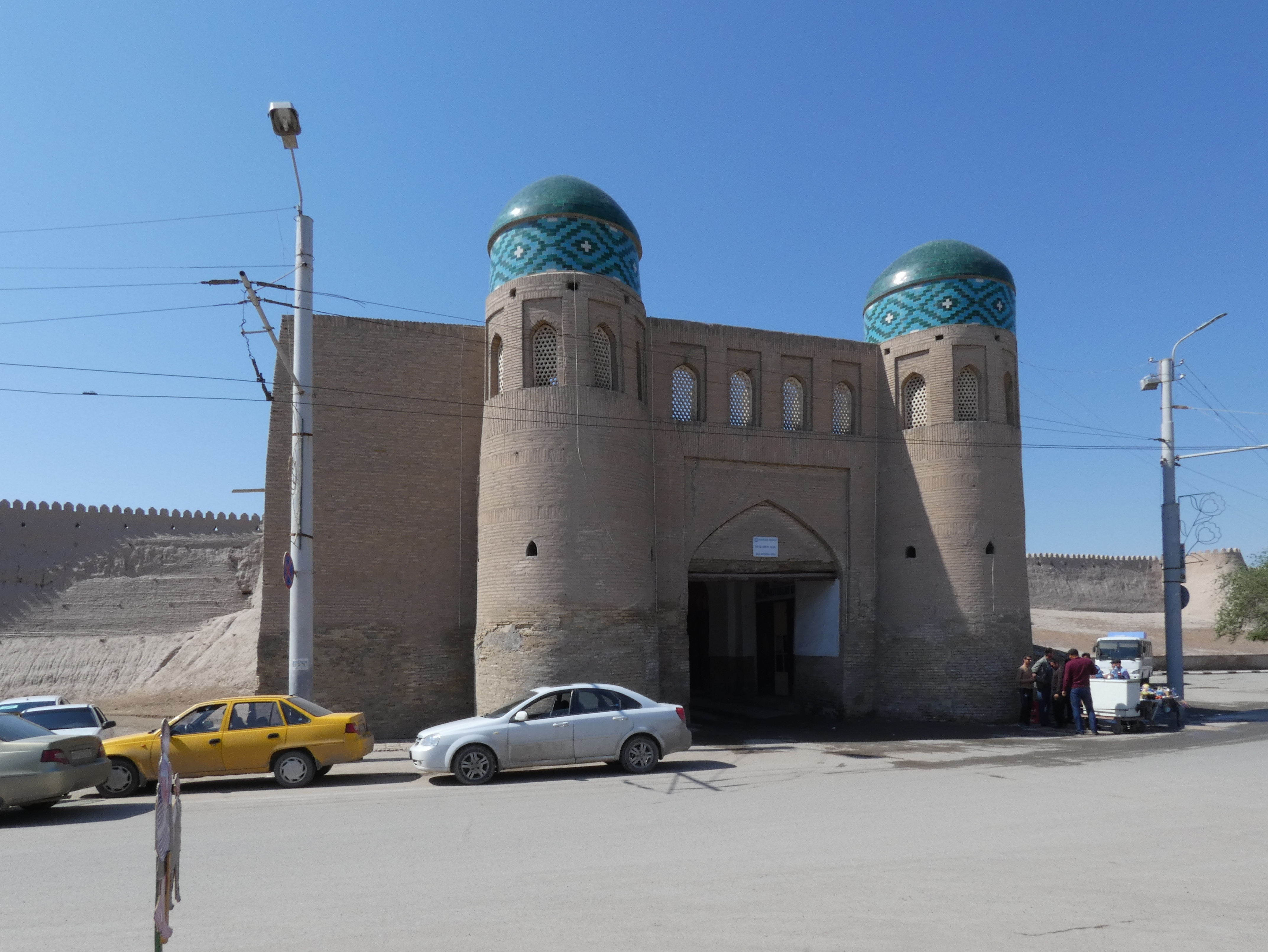
Das Nordtor Bakhtscha-Darwaza
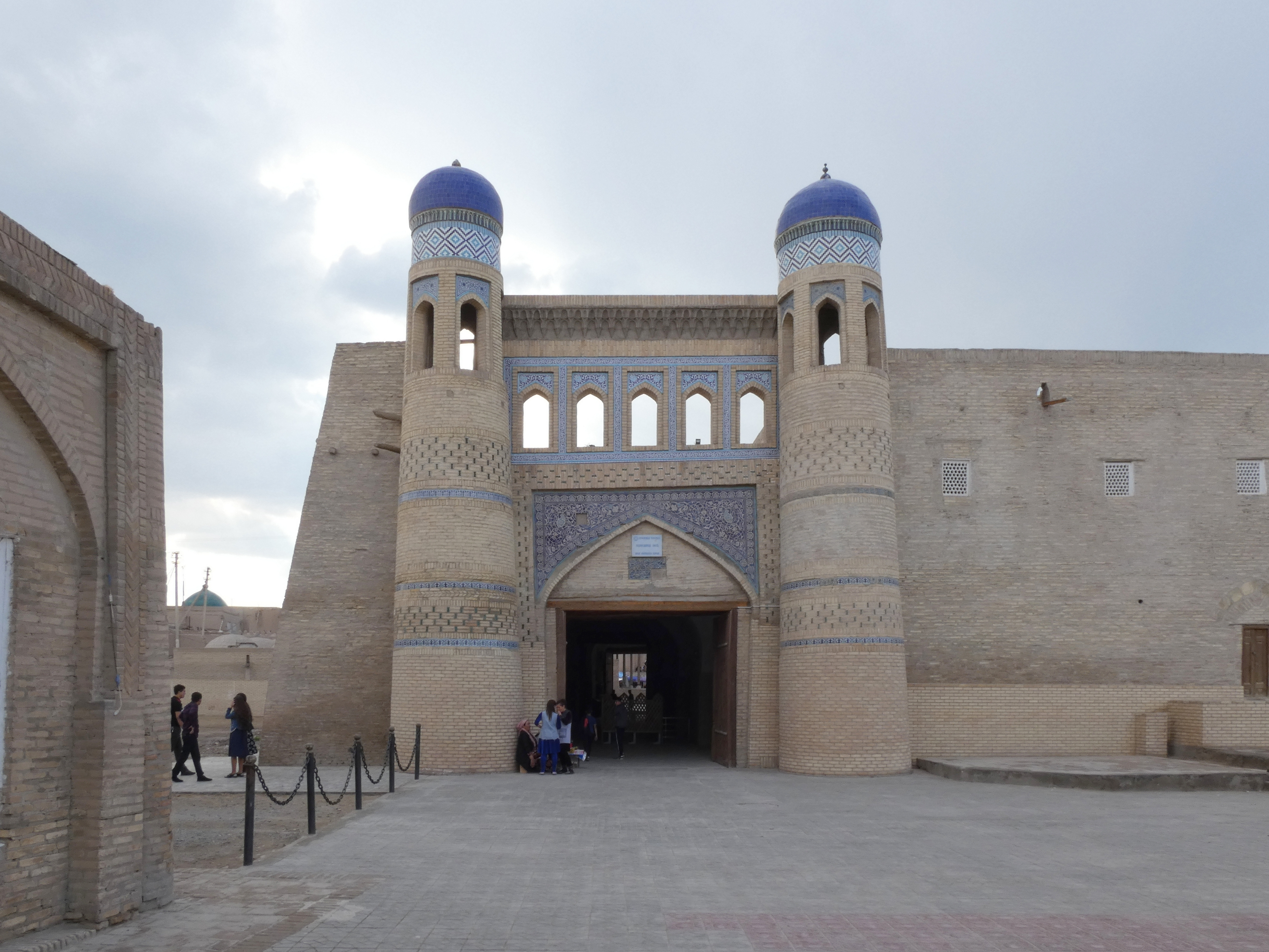
Das Osttor Palwan-Darwaza
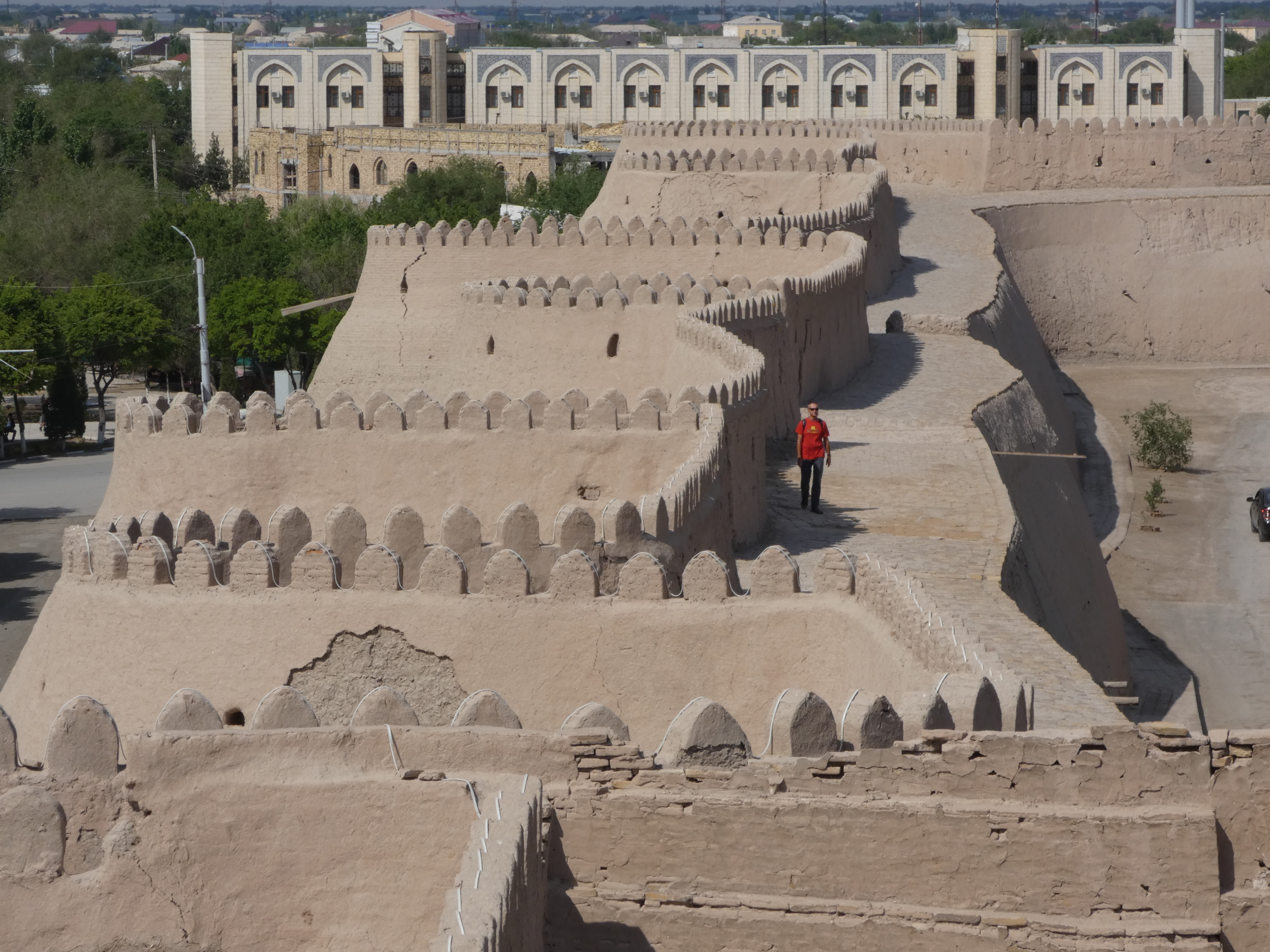
Der begehbare Wehrgang mit Zinnenkranz